# Igor Sikorski

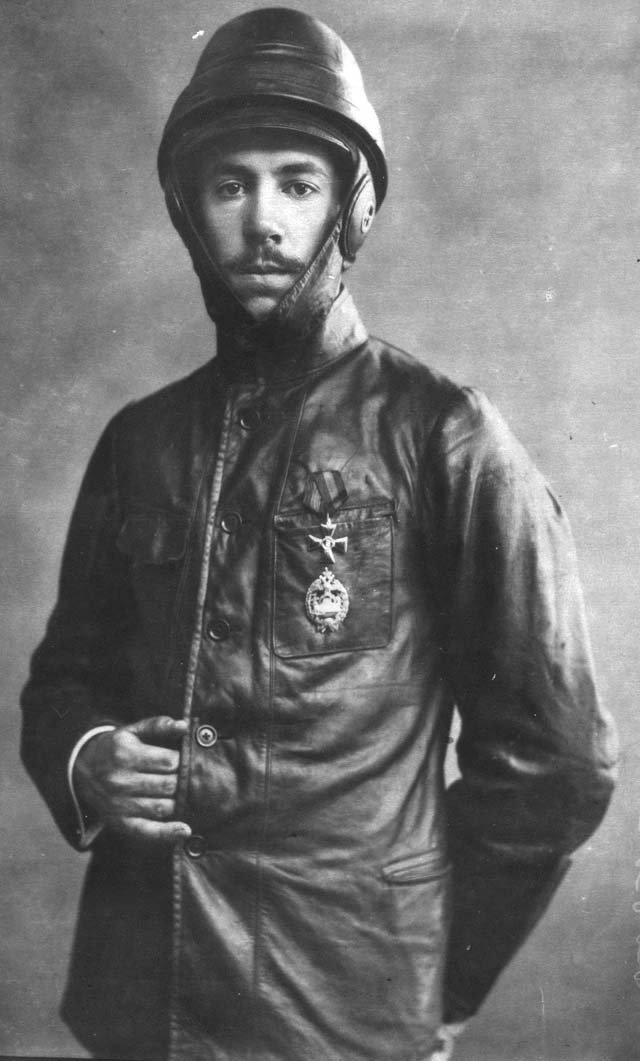
Igor Sikorski w 1914 roku

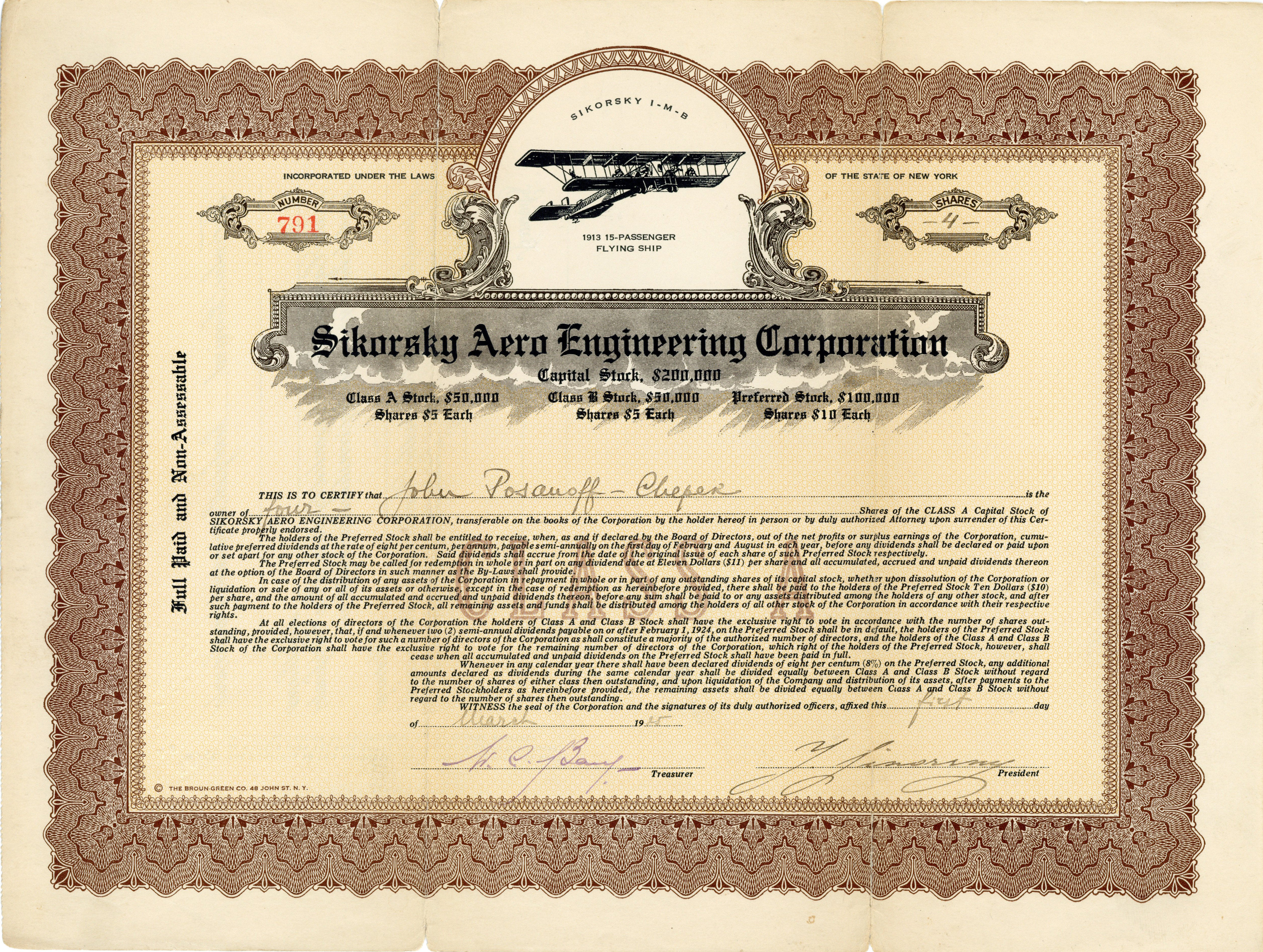
Akcja spółki Sikorsky Aero Engineering, wyemitowana 1 marca 1925 roku, osobiście podpisana przez Igora Sikorskiego jako prezesa. W założeniu firmy w 1923 roku pomógł mu głównie Siergiej Rachmaninow.

Igor Iwanowicz Sikorski (ros. Игорь Иванович Сикорский; ur. 13 maja?/25 maja 1889 w Kijowie, zm. 26 października 1972 w Easton, Connecticut) – rosyjski i amerykański konstruktor lotniczy, twórca pierwszych samolotów wielosilnikowych, konstruktor wielu łodzi latających i śmigłowców.

## Rodzina
Igor Sikorski urodził się w Kijowie, w Imperium Rosyjskim jako najmłodsze z pięciorga dzieci wybitnego rosyjskiego psychiatry Iwana Sikorskiego. Rodzina Sikorskich była za czasów Rzeczypospolitej szlachtą zagrodową na Wołyniu. Pradziad i dziad konstruktora byli kapłanami prawosławnymi.

## Dokonania konstruktorskie
W 1913 skonstruował w Moskwie pierwszy na świecie czterosilnikowy samolot bombowy Ilia Muromiec, który brał udział w I wojnie światowej. W czasie I wojny światowej był jednym z głównych konstruktorów lotniczych Carskich Sił Powietrznych. W 1919 wyemigrował do USA, gdzie – po paru latach pracy jako nauczyciel – założył z pomocą kilku innych rosyjskich emigrantów firmę lotniczą Sikorsky Aero Engineering Company, którą w 1929 zakupił United Aircraft. Przedsiębiorstwo Sikorskiego było częścią United Technologies Corporation aż do lipca 2015 roku, kiedy zostało zakupione przez korporację Lockheed Martin.
Sikorski uważany jest za ojca współczesnych śmigłowców. Pierwsze próby z tego typu maszynami prowadził jeszcze w Rosji, ale dopiero po ponad 20 latach, 24 maja 1940 zbudowany według jego projektu i oblatany przez niego śmigłowiec Vought-Sikorsky 300 z silnikiem 75KM i pojedynczym wirnikiem z trzema łopatami, można było uznać za konstrukcję w pełni zadowalającą. Igor Sikorski był pilotem i samodzielnie dokonywał prób w locie swoich pionierskich konstrukcji, szczególnie w przypadku konstrukcji pierwszych, doświadczalnych projektów śmigłowca VS 300.

## Słynne konstrukcje
- Ilja Muromiec
- Sikorsky S 44 łódź latająca
- Sikorsky VS 300 pierwszy udany śmigłowiec w układzie klasycznym
- Sikorsky R-4 pierwszy śmigłowiec produkowany seryjnie
- Sikorsky S-51 pierwszy śmigłowiec produkowany w dużej serii

Igor Sikorski nazywany był „Mister Helikopter”.